# Албертан
Стадион «Говернадор Алберту Таварес Силва», наиболее известный по краткому названию «Алберта́н» (порт. Estádio Governador Alberto Tavares Silva; Albertão) — крупнейший футбольный стадион бразильского штата Пиауи, расположенный в столице штата городе Терезина. На стадионе выступают два самых титулованных и популярнейших клуба штата — «Ривер» и «Фламенго», а также третий клуб Терезины — «Пиауи».

## История
Стадион «Албертан» — самый большой по вместимости в штате Пиауи, при этом он входит в десятку крупнейших стадионов Бразилии, занимая в этом списке девятое место. В конце 1960-х — начале 1970-х годов в Бразилии начался период строительства больших стадионов в разных штатах. Если раньше центральное место занимали чемпионаты штатов, то с 1959 года был организован Кубок Бразилии, объединивший в себе чемпионов разных штатов. Федеральному правительству было важно заручиться поддержкой региональных властей, и оно частично финансировало строительство крупных стадионов даже в тех городах и штатах, которые не являлись традиционными центрами футбола. Среди таких стадионов была и арена в Терезине.
С 1971 по 1975 год губернатором штата был Алберту Таварес Силва (он также возглавлял штат в 1987—1991 годах), при котором Пиауи пережил «экономическое чудо». При нём штат добился значительных успехов в строительстве гражданских объектов, транспортной инфраструктуры и т.д. Среди инициатив Силвы было строительство нового стадиона, которому в итоге дали имя губернатора. Официально новый стадион был открыт 26 августа 1973 года. Церемония открытия завершилась трагедией — за 16 минут до начала игры против «Флуминенсе» (0:0) над трибунами на малой высоте пролетел самолёт бразильских ВВС, что вызвало панику на трибунах. Один из болельщиков прокричал, что «Албертан» разваливается, и люди попытались убежать с трибун, возникла давка, в результате которой погибло восемь человек.
Несмотря на это, стадион всё же стал очень популярным среди жителей Терезины, и одним из его символов. В 1983 году на матче чемпионата Бразилии между «Тирадентисом» и «Фламенго» собралось рекордное количество зрителей — 60 271. В настоящий момент по соображениям безопасности максимальная вместимость стадиона составляет 52 296 зрителя.

### Игры сборной Бразилии
На стадионе «Албертан» состоялось два матча сборной Бразилии.
| №  | Дата            | Хозяева  | Рез. | Гости    | Статус            | Зрителей |
| -- | --------------- | -------- | ---- | -------- | ----------------- | -------- |
| 1. | 12 апреля 1989  | Бразилия | 2:0  | Парагвай | Товарищеский матч | 59 844   |
| 2. | 16 октября 1996 | Бразилия | 3:1  | Литва    | Товарищеский матч | 60 000   |

## Галерея

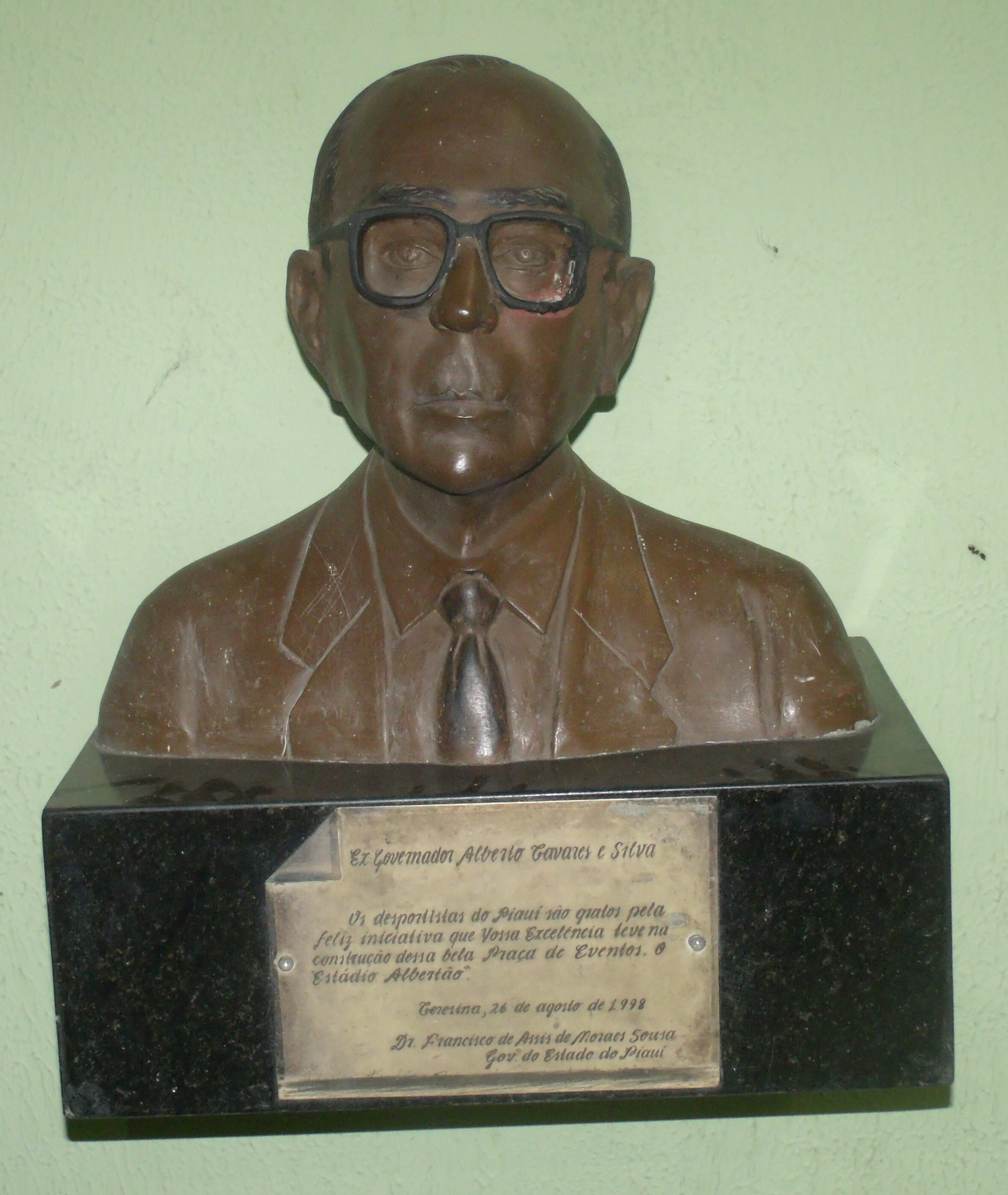
Бюст Алберту Тавареса Силвы
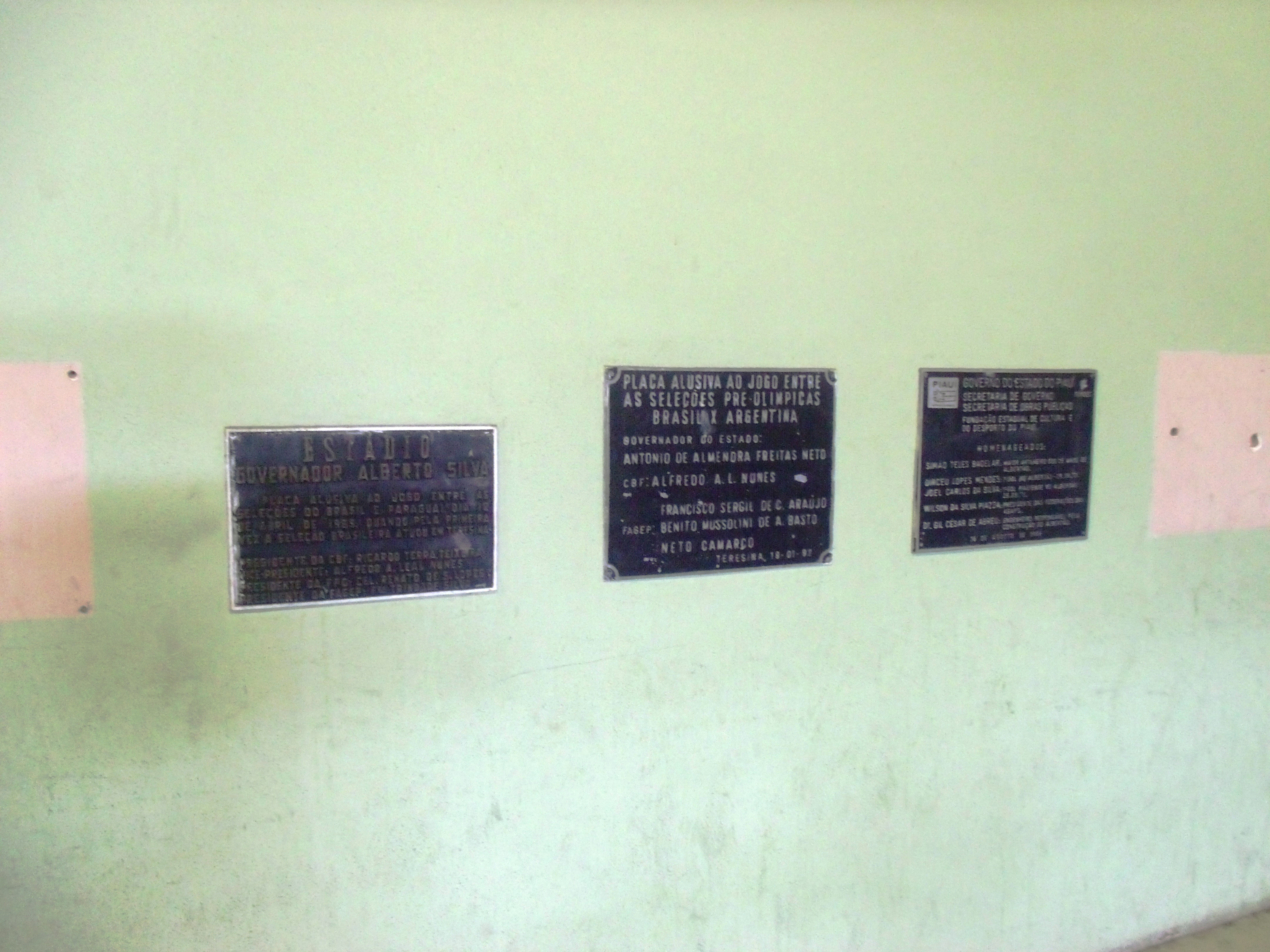
Мемориальные таблички на стадионе